# ألفرد جيفرسون فوغن جونيور
ألفرد جيفرسون فوغن جونيور (بالإنجليزية: Alfred Jefferson Vaughan, Jr.) هو ضابط أمريكي، ولد في 10 مايو 1830 في مقاطعة دينويدي في الولايات المتحدة، وتوفي في 1 أكتوبر 1899 في إنديانابوليس في الولايات المتحدة.